# BPS態
在理論物理學中，BPS態大多代表擴充的超對稱代數中、超對稱中心荷Z的質量表現。以量子力學的角度詮釋，若沒有發生對稱性破缺，則其質量必等於Z的模。它在古典真空的模空間中扮演審查的角色，並解決了許多模的問題。

對於帶有中心荷的粒子態，代數結構蘊涵著物理關係 m≧|Q|，即質量將大於中心荷的絕對值。若粒子態是短表示的話，該關係取臨界情形m=|Q|,通常稱為BPS態。這一性質的最初形式是前蘇聯學者博戈莫•爾內(E.B.Bogomol'nyi)、美國學者普拉薩德(M.K.Prasad)和薩默菲爾德(C.M.Sommerfield)在研究規範場論中的磁單極子時發現的。